# Эк-Чуах
Эк-Чуах (другие имена: Эк Чуах, Бог М) — бог-покровитель торговли у древних майя.

## Значение
Эк-Чуах был богом-покровителем торговли и какао. Бобы какао были у майя своеобразной денежной единицей, поэтому какао и обожествлялось. Культ Эк-Чуаха почитался торговцами и богатыми плантаторами какао, поскольку Эк-Чуах был покровителем их профессии. Также, возможно, он был связан с культом пчёл, в пользу чего говорит то, что Эк-Чуах был изображён в одном из кодексов в разделе, посвящённом пчёлам.

## Внешний вид
Эк-Чуах изображался с длинным носом, красным ртом и покрытым чёрной краской (на некоторых изображениях он был полностью чёрным, на других чёрно-белым в полоску, а на некоторых рисунках он белый, без чёрной краски). Поскольку он был покровителем торговли, он изображался с посохом, который он держал в руке и поклажей на спине (на некоторых рисунках поклажа на голове). Также одной из его характерных черт были две изогнутые линии, расположенные в правой части глаза. В Дрезденском кодексе есть три рисунка с изображением Эк-Чуаха. Как, правило, Эк-Чуах изображался как старик без зубов или с одним зубом.
На одном из изображений Эк-Чуах показан пронзающим копьём бога смерти, что символизировало собой то, что этот бог защитит торговцев от врагов. На другом изображении он показан ударяющим по небу топором, чтобы вызвать дождь. На многих изображениях Эк-Чуах имеет хвост скорпиона.

### Русскоязычная
- Рус Луилье, Альберто. Народ майя. — Москва: Мысль, 1986. — 256 с.

### Англоязычная
- Schellhas, Paul. Представление божеств  из  рукописей майя (англ.). — Американский музей археологии и этнологии Гарвардского университета, 1904. — P. 36-37.